# OCZ
OCZ是一间位于美国加利福尼亚圣何西 (San Jose, California, USA) 的固态硬盘（即SSD）生产厂商，其为OCZ Technology Group 被出售于东芝后形成的子品牌，代表前卫，狂热，以及酷份子，为电竞及视觉改装（Modding）族群研发SSD解决方案。在2002年，OCZ Technology 进入内存市场之后，OCZ的产品定位于计算机硬件狂热市场，制造性能級的DDR内存，显示卡，USB设备和各种散热产品。其目前开发的SSD介面使用SATA3、PCI Express、SAS和USB 3.0接口，提供客户端和企业解决方案。
2016年4月1日，OCZ Storage Solutions 解散，并与美国东芝电子元件公司合并，OCZ成为东芝的子品牌，与东芝进行开发，测试，提供SSD解决方案、售后服务，以及保固政策 Advanced Warranty Program (简称AWP) 。

## 品牌历史
成立于2002年，位于加州圣何西的 OCZ Technology Group，Inc。专为消费者和企业市场设计和制造固态硬盘(SSD)和电源。
OCZ在荷兰，英国和以色列设有卫星办公室，在台湾设有制造和物流设施。2006年6月，OCZ在伦敦证券交易所替代投资市场(英語: London Stock Exchange Alternative Investment Market,LSE AIM)上市，股票代码为“OCZ”。 5月25日，OCZ收购了 PC Power & Cooling，其产品包括电源。 PC Power & Cooling 位于加利福尼亚州卡尔斯巴德。为OCZ的独立卫星办公室，维护产品线。在2009年3月初，OCZ宣布他们打算从伦敦证券交易所退出，并在美国证券交易所上市。2010年4月24日，OCZ宣布在纳斯达克(英語: NASDAQ)上市，股票代码为“OCZ"。
2010年9月，OCZ正式发布RevoDrive，这是一颗专为狂热份子设计的PCI-E固态硬盘。并发布高速数据链路(HSDL) 固态硬盘接口，即为PCIe / SAS混合接口，搭配相应的产品。 至2012年，OCZ的SSD已能提供高达1 TB的容量。
2010年11月，OCZ收购了Solid Data Inc.用于固态硬盘的光纤通道，SAS和控制器资产的知识产权。成本约为95万美元，用限制性普通股和现金支付。
OCZ在2011年2月28日 的2010财年结束时，停止了所有RAM生产，并指出市场表现不佳和全球DRAM市场疲弱。
2011年3月，OCZ收购了Indilinx有限公司，Indilinx公司是一家私人无晶圆厂的闪存控制器芯片和固态硬盘软件的供应商，约以3200万美元的OCZ普通股收购。
2011年10月5日，OCZ宣布计划收购PLX Technology的Abingdon研发部门（原牛津半导体），专门从事存储SoC开发。
2012年，OCZ收购了SANRAD公司，该公司是RAD集团(RAD Group)私有的闪存缓存和虚拟化软件和硬件提供商; SANRAD成为OCZ以色列办事处。 2012年的报告指出，希捷科技(Seagate Technology)收购OCZ的情况可能有所变动。  2012年9月17日，创始人兼首席执行长Ryan Petersen辞职，首席营销长Alex Mei被任命为临时CEO。 媒体推测Ryan被董事会推翻。  2012年10月10日，OCZ任命董事会成员Ralph Schmitt为公司总裁兼首席执行长。 Schmitt从PLX加入OCZ，自2008年起担任总裁兼首席执行长。

### 会计处理
2012年，股东針對一些可疑的会计处理提出诉讼。 2013年5月，那斯達克證券交易所将OCZ提交至2013年9月16日，以提交延迟收入。 该公司已经有几个季度的申报和重估收益迟到2008年。2013年9月12日，该公司掲露，无法滿足到期日，並展期至10月7日。
2013年，OCZ的收入急剧下降，从2012年第二季度的8860万美元下降到2013年第二季度的3350万美元，财务损失增加。 OCZ以大约15％的利率从获得了3000万美元的贷款。由于OCZ将自己的公司作为贷款的抵押品，如果OCZ未能偿还贷款，Hercules Technology Growth Capital将获得OCZ的所有权。
因未能达到贷款期限，该项目延长至2014年6月，股价于2013年11月4日下跌40％。 2013年11月25日，因为不符合贷款条件，Hercules控制了OCZ的银行账户。
由于会计问题，证券交易委员会对前首席执行官Ryan Petersen和前财务总监Arthur Knap进行指控。在加州北部地区的投诉中，SEC指控OCZ的前任首席执行官Ryan Petersen从2010年到2012年参与了一项计划，以大幅增加OCZ的收入和毛利润。 OCZ的前首席财务官Arthur Knapp分别负责某些会计，披露OCZ内部会计控制的失败。 Knapp同意解决SEC提出的指控，但不承认对他的控告。截至2015年，证券交易委员会继续诉讼彼得森。 

### 东芝收购
2013年11月27日，OCZ Technology股停盤。 OCZ Technology表示他们希望提交破产申请，此時东芝公司(Toshiba Corporation )表示有兴趣在破产程序中购买其资产。 2013年12月2日，OCZ Technology宣布东芝已同意以3500万美元购买几近所有的资产。 该交易于2014年1月21日完成，OCZ Technology成为东芝独立运营的子公司，并更名为OCZ Storage Solutions  。而OCZ Technology更名为ZCO Liquidating Corporation  。2014年8月18日，ZCO Liquidating Corporation及其子公司被清算。
2016年4月1日，OCZ Storage Solutions 解散，并与美国东芝电子元件公司合并，OCZ成为东芝的子品牌。